# Corte costituzionale della Repubblica Slovacca
La Corte costituzionale della Repubblica Slovacca (in slovacco: Ústavný súd Slovenskej republiky) è un organo costituzionale stabilito dalla Costituzione della Slovacchia. Ha sede a Košice.

## Attribuzioni
Lo status della Corte e dei suoi giudici è regolato dalla Costituzione (al capitolo settimo, parte prima). Decide sulla compatibilità con la Costituzione delle leggi, dei decreti (emanati dal governo o dagli organi amministrativi) e regolamenti (emanati dagli organi  amministrativi o derivanti da trattati internazionali). Decide inoltre sulle dispute fra gli organi dello  Stato, a meno che la legge specifichi che le controversie debbano essere risolte da altro organo dello Stato, sui ricorsi contro decisioni degli organi dello Stato legalmente valide, sulle elezioni, sui referendum ed è l'unico tribunale che può mettere in stato d'accusa il presidente della Repubblica.
La Corte incomincia i procedimenti su proposta: 
- di almeno un quinto (cioè 30) deputati del Consiglio nazionale della Repubblica Slovacca;
- del presidente della Repubblica;
- del governo della Slovacchia;
- di un tribunale;
- del procuratore generale;
- nei casi previsti dagli articoli 127 e 127a della Costituzione.

## Giudici
Originariamente, la Corte aveva dieci giudici nominati per sette anni dal presidente della Repubblica, che li sceglieva da una rosa di venti candidati proposti dal Consiglio Nazionale. In seguito ad un emendamento costituzionale del 2001, è ora composta di tredici giudici nominati per dodici anni dal presidente della Repubblica, che li sceglie da una rosa di ventisei candidati proposti dal Consiglio Nazionale. I requisiti per essere candidato sono un'età minima di 40 anni, una laurea in materie giuridiche e almeno 15 anni di attività giuridica. Come i deputati del Consiglio Nazionale, i giudici godono di immunità e possono essere processati o arrestati solo dalla stessa Corte costituzionale.